# Autostrada RA14 (Włochy)
Autostrada RA14 (wł. Autostrada Opicina-Fernetti) – łącznik autostradowy w północnych Włoszech, w regionie Friuli-Wenecja Julijska.
Trasa łączy Triest z Monrupino. Arteria jest długa 1,496 km.
Autostradą zarządza spółka "ANAS S.p.A.".